# 山荆子垂枝变型
山荆子垂枝变型（学名：Malus baccata f. gracilis）为蔷薇科苹果属山荆子下的一个变型。

## 扩展阅读
- 維基物種上的相關：山荆子垂枝变型